# ماتيوس دي أوليفيرا سيلفا
ماتيوس دي أوليفيرا سيلفا هو لاعب كرة قدم برازيلي في مركز الوسط، ولد في 27 سبتمبر 1994 في ساو جوزيه دوس كامبوس في البرازيل. لعب مع زلاتي مورافسي.

## وصلات خارجية
- ماتيوس دي أوليفيرا سيلفا على موقع قاعدة بيانات كرة القدم.إي يو (الإنجليزية)
- ماتيوس دي أوليفيرا سيلفا على موقع Soccerway.com (الإنجليزية)
- ماتيوس دي أوليفيرا سيلفا على موقع عالم كرة القدم.نت (الإنجليزية)